# Чалых, Елена Валерьевна
Еле́на Вале́рьевна Ча́лых (25 марта 1974, Рубцовск) — советская, российская и азербайджанская трековая и шоссейная велогонщица, с 1990 года выступала за сборные СССР и России, в период 2010—2012 представляла Азербайджан. Чемпионка Европы, трижды бронзовая призёрша чемпионатов мира, участница двух летних Олимпийских игр. Заслуженный мастер спорта России.

## Биография
Елена Чалых родилась 25 марта 1974 года в городе Рубцовске, Алтайский край. Активно заниматься трековым велоспортом начала в раннем детстве, проходила подготовку в школе высшего спортивного мастерства в Самаре, тренировалась под руководством таких специалистов как С. М. Степоненко, А. С. Мансуров, А. Н. Комин. Состояла в Центральном спортивном клубе Военно-воздушных сил Российской Федерации.
Первого серьёзного успеха добилась в 1990 году, когда попала в юниорскую сборную СССР и побывала на юниорском чемпионате мира в Великобритании, откуда привезла награды золотого и бронзового достоинства, выигранные в гонке преследования и в гонке по очкам соответственно. После распада Советского Союза выступала за Россию, в 1992 году в преследовании выиграла серебряную медаль на юниорском чемпионате мира в Греции.
На взрослом международном уровне дебютировала в сезоне 2000 года, съездила на чемпионат мира в Манчестер и выиграла там бронзу в программе индивидуального преследования. Год спустя стала чемпионкой России по шоссейному велоспорту, одержала победу на двенадцатом этапе женской многодневки «Джиро д’Италия», при этом на треке получила бронзу в гонке преследования на мировом первенстве в бельгийском Антверпене. В 2004 году в гонке преследования выиграла бронзовую медаль на чемпионате мира в Мельбурне и благодаря череде удачных выступлений удостоилась права защищать честь страны на летних Олимпийских играх в Афинах — заняла в преследовании седьмое место, проиграв австралийской гонщице Кейтрин Бейтс. 
В 2005 году Чалых стала бронзовой призёркой этапа Кубка мира в Лос-Анджелесе. На чемпионате Европы 2008 года в польском Прушкуве завоевала золотую медаль в омниуме, получила серебро и бронзу на этапах мирового кубка в командном преследовании и скрэтче, тогда как на чемпионате мира была пятой. В 2009 году в командной гонке преследования выиграла бронзу на этапе Кубка мира в Пекине.
Начиная с 2010 года выступала за сборную Азербайджана. В этом сезоне дважды попала в число призёров на этапах мирового кубка, финишировала одиннадцатой на чемпионате Европы в Польше и четвёртой на чемпионате мира в Дании, заняла тринадцатое место в кейрине на «Гран-при Москвы». В следующем сезоне на мировом первенстве по шоссейному велоспорту в Копенгагене показала тринадцатый результат в гонке с раздельным стартом. В 2012 году стала чемпионкой Азербайджана на шоссе в командной и разделочной дисциплинах, выиграла велогонку памяти Гейдара Алиева, а позже прошла отбор на Олимпийские игры в Лондон, где стала в разделке двадцатой (также участвовала в командной гонке, но до финиша не доехала). Вскоре после этих соревнований приняла решение завершить карьеру профессиональной спортсменки.
Имеет высшее образование, окончила Тамбовский государственный университет физической культуры. За выдающиеся спортивные достижения удостоена почётного звания «Заслуженный мастер спорта России».